# Busunya

Busunya är en ort i centrala Ghana. Den är huvudort för distriktet Nkoranza North, och folkmängden uppgick till 5 424 invånare vid folkräkningen 2010.